# Divizia 7 Cavalerie germană
Divizia 7 Cavalerie (7. Kavallerie-Division) a fost o unitate militară a Armatei Germane în Primul Război Mondial. Divizia a fost formată odată cu mobilizarea Armatei Germane în august 1914 și a fost desființată în anul 1919, în cursul demobilizării Armatei Germane după Primul Război Mondial.

## Cronica de luptă
Divizia a fost integrată inițial în Corpul III Cavalerie, care a precedat înaintarea Armatei a 6-a pe Frontul de Vest. În octombrie 1915 a fost angajată în misiunea de ocupație din Belgia până în octombrie 1916, când a fost mutată pe frontul din România. În ianuarie 1917 divizia a revenit la Frontul de Vest și s-a aflat în Alsacia până în mai 1918, în Flandra până în august 1918, în Artois până în octombrie 1918 și înapoi la Flandra până la sfârșitul războiului. Ea a fost destructurată pe 14 mai 1918 și restructurată ca Divizia 7 Cavalerie Schützen. Pe la sfârșitul războiului, ea a făcut parte din Corpul 64, Armee-Abteilung B, Heeresgruppe Herzog Albrecht von Württemberg pe Frontul de Vest.

## Organizarea diviziei la mobilizare
În momentul formării diviziei, în august 1914, unitățile sale componente erau următoarele:
- Brigada 26 Cavalerie (din Corpul III Armată)
  - Regimentul 25 (1 Württemberg) Dragoni „Regina Olga”
  - Regimentul 26 (2 Württemberg) Dragoni „Regele Wilhelm al II-lea”
- Brigada 30 Cavalerie (din Corpul XV Armată)
  - Regimentul 15 (3 Silezian) Dragoni
  - Regimentul 9 (2 Renan) Husari
- Brigada 42 Cavalerie (din Corpul XXI Armată)
  - Regimentul 11 (2 Brandenburg) Ulani „Contele Haeseler”
  - Regimentul 15 (Schleswig-Holstein) Ulani
- Detașamentul de Artilerie Călăreață al Regimentului 15 (1 Alsacian) Artilerie de câmp
- Detașamentul 3 Mitraliere
- Detașamentul de Pionieri
- Detașamentul de Transmisiuni
  - Stația 26 de transmisiuni grele
  - Stația 13 de transmisiuni ușoare

  - Stația 15 de transmisiuni ușoare
- Coloana 7 de Cavalerie Motorizată

## Divizia 7 CavalerieSchützen

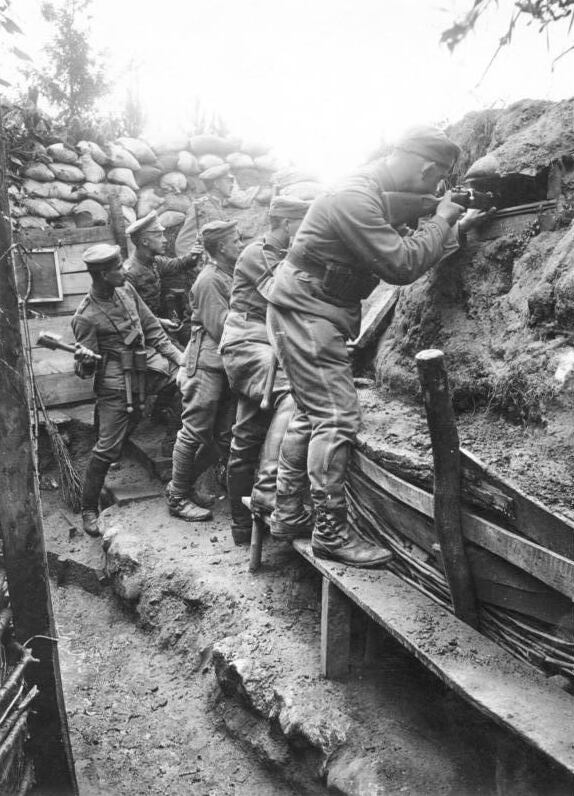
Cavaleria germană a Regimentului 11 Husari Rezervă într-o tranșee din Franța, în 1916

Divizia 7 Cavalerie a fost intens reorganizată în cursul războiului, culminând cu transformarea sa într-o divizie de cavalerie Schützen, ceea ce însemna o cavalerie descălecată. Brigăzile de cavalerie au fost redenumite Comandamente de Cavalerie Schützen și au dobândit un rol similar cu cel al unui regiment de infanterie de comandă. De asemenea, regimentele de cavalerie au devenit regimente de cavalerie Schützen și au dobândit rolul unui batalion de infanterie (și escadroanele lor au acționat în calitate de companii de infanterie). Cu toate acestea, aceste unități au fost mult mai slabe decât formațiunile normale de infanterie (de exemplu, un escadron Schützen avea doar 4 ofițeri și 109 subofițeri și gradați, considerabil mai puțini decât într-o companie de infanterie).
- Brigada 26 Cavalerie a devenit independentă pe 6 octombrie 1917
- Brigada 30 Cavalerie a fost redenumită Comandamentul 30 Cavalerie Schützen pe 27 mai 1918
- Brigada 42 Cavalerie a devenit independentă pe 14 septembrie 1916
- Brigada 28 Cavalerie s-a alăturat Diviziei 4 Cavalerie pe 17 mai 1918 și a fost redenumită Comandamentul 28 Cavalerie Schützen pe 27 mai 1918
- Brigada 41 Cavalerie s-a alăturat Diviziei 1 Cavalerie pe 17 august 1916 și a fost redenumită Comandamentul 41 Cavalerie Schützen pe 27 mai 1918

## Organizarea diviziei la sfârșitul Primului Război Mondial
Serviciile secrete aliate considerau această divizie ca fiind de clasa a IV-a (din 4 clase). Organizarea diviziei la sfârșitul războiului era următoarea:
- Brigada 21 Landwehr
  - Comandamentul 28 Cavalerie Schützen
    - Regimentul 11 (2 Brandenburg) Ulani „Contele Haeseler”
    - Regimentul 15 (Schleswig-Holstein) Ulani
    - Regimentul 4 Ulani Rezervă

  - Comandamentul 30 Cavalerie Schützen
    - Regimentul 15 (3 Silezian) Dragoni
    - Regimentil 25 (1 Württemberg) Dragoni „Regina Olga”
    - Regimentul 9 (2 Renan) Husari

  - Comandamentul 41 Cavalerie Schützen
    - Regimentul 5 (Vest-prusac) Cuirasieri „Ducele Frederick Eugen de Württemberg”
    - Regimentul 26 (2 Württemberg) Dragoni „Regele Wilhelm al II-lea”
    - Regimentul 4 (1 Pomeranian) Ulani „von Schmidt”
- Escadronul 2, Regimentul 6 (Brandenburg) Cuirasieri „Împăratul Nicolae I al Rusiei” (cavalerie călare)
- Comandamentul de Artilerie
  - Unitatea de Artilerie Călăreață a Regimentului 1 Pază[8]
  - Coloana 351 Muniții
  - Coloana 717 Muniții
- Batalionul 485 Pionieri
  - Compania a 2-a, Batalionul 19 Pionieri
  - Compania a 3-a, Batalionul 19 Pionieri
  - Compania a 2-a Rezervă, Batalionul 16 Pionieri
  - Unitatea 3 Pionieri Cavalerie
  - Unitatea 6 Pionieri Cavalerie
- Serviciul de transmisiuni
  - Detașamentul de telefonie
  - Detașamentul 186 transmisiuni
- Servicii medicale și sanitar-veterinare
  - Compania de Ambulanță 34
  - Spitalul de campanie 142
  - Spitalul veterinar 141
- Transport
  - Coloana 783 de Transport Motorizat
- Artilerie Grea
  - Batalionul 117 Artilerie

## Comandanți
| Grad               | Nume                       | Date                                   |
| ------------------ | -------------------------- | -------------------------------------- |
| General-locotenent | Ernst von Heydebreck       | 2 august - 25 decembrie 1914           |
| General-maior      | Fritz von Unger            | 26 decembrie 1914 - 18 septembrie 1916 |
| General-maior      | Udo von Selchow            | 19 septembrie - 10 octombrie 1916      |
| General-maior      | Albert von Mutius          | 11 octombrie 1916 - 14 aprilie 1917    |
| General-maior      | Arthur Freiherr von Lupin  | 15 aprilie - 18 mai 1917               |
| General-locotenent | Hermann Heidborn           | 19 mai - 21 iulie 1917                 |
| General-maior      | Dietrich von Bodelschwingh | 22 iulie 1917 - 22 mai 1918            |
| General-locotenent | Hans von Heuduck           | 23 mai 1918 - ianuarie 1919            |